# سمرخت
سِمِرخِت نام هوروسی یکی از فرعون‌های دوره آغازین دودمانی مصر است. آن گونه که مانثون در کتاب مصرنامه خود می‌نویسد، دوران فرمانروایی او در دودمان نخست با رویدادی فاجعه‌بار همراه بوده‌است. یافته‌های باستان‌شناسی نیز سختی اوضاع در هنگام فرمانروایی سمرخت را تأیید می‌کنند و بعضی مصرشناسان نیز مشروعیت بر تخت نشستن سمرخت را مورد تردید قرار داده‌اند.

## دوران فرمانروایی

### طول
منثو نام سمرخت را «سِه مِمپ سِس» (Semêmpsés) ذکر می‌کند و طول دوران فرمانرواییش را ۱۸ سال در نظر می‌گیرد. در حالی که فهرست پادشاهان تورین دورانی ۷۲ ساله و دور از واقعیت را عنوان می‌کند. مصرشناسان کنونی هر دو تاریخ را بزرگ‌نمایی می‌دانند و بر این باورند که دوران فرمانروایی او چیزی نزدیک به ۸ سال و نیم بوده‌است. این ارزیابی بر پایه نوشته‌های سنگ پالرمو بوده که تاریخ دقیق حکومت او را در اختیار می‌گذارد. علاوه بر آن، یافته‌های باستان‌شناسی نشان می‌دهند که دوران فرمانروایی سمرخت می‌بایست کوتاه بوده باشد.